# Павлюки
Павлюки (пол. Pawluki) — село в Польщі, у гміні Ганна Володавського повіту Люблінського воєводства. Населення — 59 осіб (2011).

## Історія
За даними етнографічної експедиції 1869—1870 років під керівництвом Павла Чубинського, у селі проживали лише греко-католики, які розмовляли українською мовою.
У 1975—1998 роках село належало до Білопідляського воєводства.

## Демографія
Демографічна структура станом на 31 березня 2011 року:
|          | Загалом | Допрацездатний вік | Працездатний вік | Постпрацездатний вік |
| -------- | ------- | ------------------ | ---------------- | -------------------- |
| Чоловіки | 32      | 4                  | 22               | 6                    |
| Жінки    | 27      | 1                  | 17               | 9                    |
| Разом    | 59      | 5                  | 39               | 15                   |